# École de publicité, presse et relations publiques
L 'École de Publicité, Presse et Relations publiques (EPPREP) était une école spécialisée dans la préparation aux métiers de la publicité, des relations-presse et de la communication créée en 1968. Elle était particulièrement positionnée sur la préparation au BTS Communication. Elle connut plusieurs adresses à Paris : son adresse historique était le 10 rue de la Grange-Batelière dans le 9e arrondissement mais elle fit construire un bâtiment dédié dans le 11e au 8 bis rue de la Fontaine-au-roi (l'immeuble existe toujours), le 6 rue Froment et enfin le 59 rue Nationale dans le 13e.

## Description
L'EPPREP fut dirigée pendant les années 90 par Gilbert Thomas qui en fit une école de premier plan, concurrente de l'EFAP, l'ISCOM ou encore de Sup de Pub. Après des déboires financiers à rebondissements, elle fit notamment partie du groupe CEFP avant d'être reprise par le groupe GGI d'enseignement supérieur privé, avec l'Institut International de la Communication de Paris, l'Institut des ressources humaines et l'École supérieure de création et de multimédia (ESCM).
Créée depuis plus de 40 ans, l'École de Publicité, Presse et Relations publiques de Paris a été parmi les premières à proposer de passer le Brevet de technicien supérieur - Communication des entreprises. Elle créa ensuite un cycle supérieur de communication (CSC) de niveau maîtrise, un des premiers bac+4 spécialisés dans ce domaine. Depuis sa création, l’EPPREP a formé plusieurs milliers d’étudiants aux métiers de la communication. Elle a été fusionnée dans l'IICP (Institut International de la Communication de Paris).